# Shapur Bakhtiar
Shapur Bakhtiar (in persiano شاپور بختیار‎ ; Kanarak, 26 giugno 1914 – Suresnes, 6 agosto 1991) è stato un politico iraniano, ultimo primo ministro sotto lo scià Mohammad Reza Pahlavi.

## Biografia
Nato nell'Iran sud-occidentale da genitori di etnia bakhtiari, fece i primi studi a Isfahan e Beirut (Libano), prima di spostarsi in Francia dove conseguì il dottorato in scienze politiche alla Sorbona nel 1939. Convinto oppositore dei totalitarismi, si arruolò nella Legione Straniera Francese per combattere con la resistenza contro l'occupazione nazista.

## La carriera politica
Shapur Bakhtiar ritornò in Iran nel 1946, dove divenne una figura di primo piano del Fronte Nazionale di Mohammad Mossadeq e sottosegretario al Ministero del Lavoro del breve governo da questi presieduto (1951 - 1953). Dopo il colpo di Stato promosso dagli anglo-americani che rimise sul trono Reza Pahlavi, Bakhtiar divenne un oppositore del regime e finì più volte in carcere negli anni successivi per un totale di sei anni. 
Nel 1979, nel tentativo di contenere la rivoluzione islamica, lo scià lo nominò Primo Ministro come concessione all'opposizione. Sebbene ciò gli causasse l'espulsione dal Fronte Nazionale, Bakhtiar accettò poiché sperava di dirottare la rivolta guidata dai comunisti e dai mullah verso l'instaurazione di una repubblica liberale di tipo occidentale. Pose però come condizione che lo scià lasciasse il Paese.
Avviò quindi una serie di riforme moderate, ma commise alcuni errori decisivi, il più grande dei quali fu permettere a Ruhollah Khomeyni di rientrare in Iran e di assumere, così, la testa della rivoluzione. Il potere e il governo di Bakhtiar svanirono in breve tempo e in aprile egli si rifugiò in Francia dove fondò il Movimento Nazionale della Resistenza Iraniana, che combatté la Repubblica islamica dall'interno del paese. Tra il 9 e il 10 luglio 1980, Bakhtiar supportò il cosiddetto colpo di stato di Nojeh, così chiamato dal nome della base aerea dal quale sarebbe dovuto partire. Il golpe, che vide il coinvolgimento di elementi delle forze armate, venne scoperto dal regime, che condannò a morte 144 persone, tra cui Saeed Mehdiyoun. Le epurazioni delle forze armate vennero parzialmente attenuate a causa della guerra Iran-Iraq. Per il suo ruolo nel tentato golpe, Shapur Bakhtiar venne condannato a morte in contumacia da parte della Repubblica islamica. Il 18 luglio 1980 sfuggì a un tentativo di omicidio da parte di un gruppo di tre aggressori nella sua casa di Neuilly-sur-Seine, un sobborgo di Parigi, in cui rimasero uccisi un poliziotto e un vicino. Il gruppo, avente legami con la neonata repubblica islamica, era guidato dal libanese Anis al-Naqqash (anche menzionato con il nome Anis Naccache), ex esponente di Fatah e partecipante dell'assedio della sede dell'OPEC di Vienna del 1975. Nonostante la cattura delle persone coinvolte e la loro condanna all'ergastolo, il presidente francese François Mitterrand li graziò nel luglio 1990, consentendo il loro rimpatrio a Teheran. Pochi giorni dopo il tentato omicidio di Bakhtiar, il 22 luglio 1980, venne ucciso Ali Akbar Tabatabaei.

## Assassinio
Il 6 agosto 1991, Bakhtiar fu assassinato insieme al suo segretario, Soroush Katibeh, da tre persone entrate nella sua casa, nel sobborgo parigino di Suresnes: entrambe le vittime erano state uccise con coltelli da cucina. I loro corpi furono ritrovati solo 36 ore dopo la morte, anche se Bakhtiar aveva una forte protezione della polizia e benché i suoi assassini avessero lasciato i documenti di identità a una guardia a casa sua.
Due degli assassini fuggirono in Iran. Un terzo, Ali Vakili Rad, fu arrestato in Svizzera, insieme a un presunto complice, Zeynalabedin Sarhadi, pronipote dell'allora presidente dell'Iran, Ali Akbar Hashemi Rafsanjani. Entrambi furono estradati in Francia per il processo: Vakili Rad fu condannato all'ergastolo nel dicembre 1994, mentre Sarhadi fu assolto.
Rad fu rilasciato sulla parola il 19 maggio 2010, dopo aver scontato 16 anni di pena, solo due giorni dopo che Teheran aveva liberato Clotilde Reiss, una studentessa francese accusata di spionaggio dal regime islamico. Sia il governo francese che quello iraniano negarono che i due affari fossero collegati.